# Orbiting Carbon Observatory 2
Das Orbiting Carbon Observatory 2, kurz OCO-2, ist ein US-amerikanischer Satellit, der am 2. Juli 2014 in eine Umlaufbahn gebracht wurde. Der Satellit misst die Kohlendioxid-Konzentration der Atmosphäre mit hoher Präzision.

## Start des Satelliten
Der OCO-2-Satellit wurde von der Orbital Sciences Corporation gebaut. Die eingebauten Instrumente messen die Kohlendioxidkonzentration und -verteilung in der Atmosphäre. Der Start erfolgte auf der Vandenberg Air Force Base am 2. Juli 2014 um 09:56 UTC mit einer Delta-II-Rakete innerhalb eines 30-Sekunden-Startfensters. Der Satellit fliegt auf einer sonnensynchronen Umlaufbahn.

## Messungen
Der Satellit misst die Absorption des von der Erdoberfläche reflektierten Sonnenlichtes durch Kohlendioxid. Die Messung erfolgt über verschiedene Spektralbereiche. Die Daten werden im NASA Goddard Earth Science Data and Information Services Center (GES DISC) ausgewertet.
Die Auflösung ist so gut, dass der Kohlendioxidausstoß von Städten ermittelt werden kann. Der Satellit wurde zur Beobachtung des El-Niño-Phänomens eingesetzt. Bei dieser Untersuchung wurde festgestellt, dass die terrestrische Biomasse in den tropischen Gebieten Südostasiens, Südamerikas und Afrikas die gleiche Menge an Kohlendioxid in die Atmosphäre bringen. Der Grund für die erhöhte Produktion von Kohlendioxid in Südostasien waren vor allem Waldbrände durch das trockene Klima. In Südamerika führten das trockene Wetter zu einer geringeren Produktivität der Pflanzen und damit einer verminderten Kohlendioxidaufnahme. In Afrika führte die erhöhte Wärme zu einer erhöhten Pflanzenatmung und dadurch zu verstärkten Kohlendioxid-Emissionen.